# Дафан и Авирон

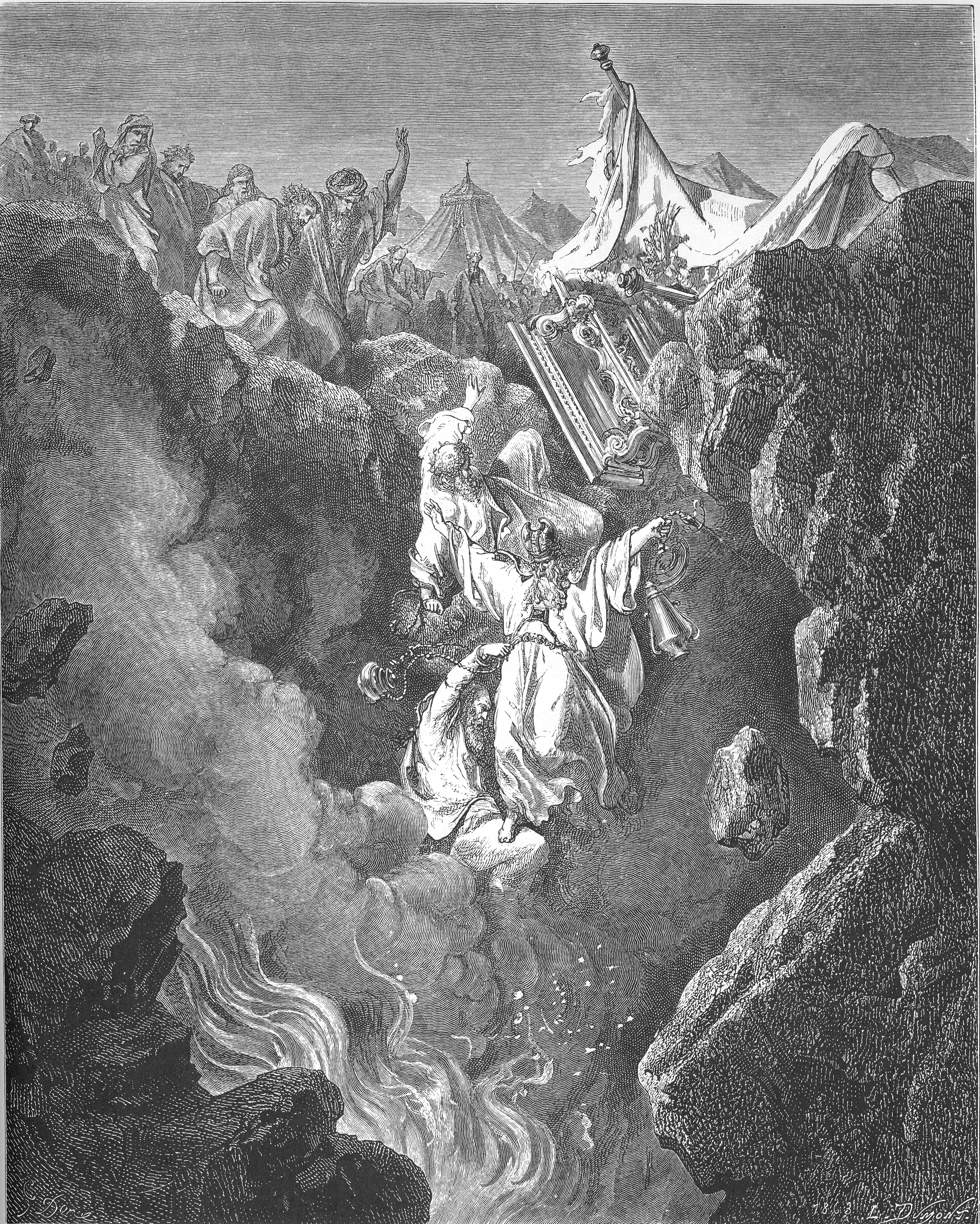
Наказание и погибель Корея, Дафана и Авирона (Числ. 16:20-35) Гюстав Доре, 1865

Дафан (др.-евр. דָּתָן‬ — «сильный») и Авирон (др.-евр. אֲבִירָם‬ — «мой отец возвышен») — персонажи Пятикнижия, сыновья Елиава, которые вместе с Кореем подняли восстание против Моисея и Аарона. Они были наказаны Богом страшной смертью. В Книге Чисел говорится, что «разверзла земля уста свои, и поглотила их» (Чис. 16:31).

## Библейское повествование
Домогаясь себе власти, Дафан и Авирон вместе с левитом Кореем затаили заговор против Моисея и Аарона. Они роптали на Моисея за то, что он вывел их из плодоносной земли Египетской, в которой «течёт мёд и молоко», и ввёл в безлюдную пустыню. На свою сторону они привлекли 250 израильтян. Левит Корей вместе с Дафаном и Авироном оспаривал право Аарона на первосвященство. Тогда Моисей приказал им возжечь курения «пред Господом; и кого изберёт Господь, тот и будет свят». И когда они это сделали, «разверзла земля уста свои и поглотила их и домы их, и всех людей Кореевых и всё имущество» (Чис. 16:1-32). Остальные 250 мужей, которые восстали вместе с ними, были поражены огнём, сошедшим с небес. Однако на следующий день израильтяне вновь начали роптать на Моисея. После этого наступило ещё большее наказание — началось массовое поражение в народе. В тот день погибло ещё 14 700 человек, после чего поражение окончилось.

## Цитаты
«Разверзлась земля, и поглотила Дафана и покрыла скопище Авирона» (Пс. 105:17).